# 張晏之
張 晏之（ちょう あんし、生没年不詳）は、北魏末から北斉にかけての官僚・軍人。『北斉書』では張宴之（ちょう えんし）として立伝されている。字は熙徳。本貫は清河郡東武城県。

## 経歴
張始均と鄭氏のあいだの子として生まれた。幼くして父を失い、母に教育を受けて成長した。爾朱栄の下で元顥を討ち、武成子の爵位を受けた。尚書二千石郎中に累進した。高岳が潁川を攻撃すると、晏之はその下で都督中兵参軍となり、記室を兼ねた。晏之は文士でありながら、武勇も兼ねそなえ、高岳の帷幕で軍略に参与しつつ、実戦で自ら首級を上げてみせた。
北斉の天保初年、晏之の娘が高陽王高湜の妃となると、晏之は婚礼のため晋陽におもむき、宴席で「天下有道、主明臣直、雖休勿休、永貽世則（天下に道あり、主は明にして臣は直、休といえども休むなくば、永く世の則は貽からんや）」と詩を賦した。文宣帝は詩の風刺するところを理解して笑った。晏之は護軍長史となった。
後に北徐州の事務を代行し、まもなく正式に北徐州刺史となった。御史の崔子武が北徐州を監察したとき、問題となるところを発見できず、民衆が作った「清徳頌」数篇を入手した。そこで「罪状を探したところ、賞賛の歌声が聞こえてきた」と言って感嘆した。晏之は兗州刺史に転じたが、受けないうちに死去した。斉州刺史・太常卿の位を追贈された。
子に張虔威・張虔雄があった。

## 伝記資料
- 『北斉書』巻35 列伝第27
- 『北史』巻43 列伝第31